# Gotha WD 14
Die Gotha WD 14 war ein deutsches Schwimmerflugzeug des Ersten Weltkriegs. Nach der Flugzeug-Gruppeneinteilung der Kaiserlichen Marine gehörte sie zu den Großflugzeugen (G-Typen). Die Firmenbezeichnung WD steht für Wasserflugzeug-Doppeldecker.

## Entwicklung
Der Auftrag für eine leistungsgesteigerte Weiterentwicklung des Torpedoflugzeugs WD 11 wurde vom Reichsmarineamt im Juni 1916 erteilt. Die Konstruktion führte der Chefkonstrukteur der Gothaer Waggonfabrik (GWF), Karl Rösner, aus. Der auch als WD 14a bezeichnete Prototyp mit der Marine-Nummer 801 wurde im Januar 1917 dem Seeflugzeug-Versuchskommando (SVK) in Warnemünde überstellt und erprobt. Als Ergebnis wurde die Flügelfläche von 131,7 m² auf knapp 133 m² vergrößert und der anfangs abgeschrägte Rumpfbug mit einem MG-Stand ausgerüstet, was die Masse geringfügig ansteigen ließ. Die Außenflächen wurden nach hinten klappbar gestaltet, da auch eine Nutzung als Bordflugzeug in Betracht gezogen wurde. Anschließend ging das von der Marine nach der Nummer des Prototyps als Gotha 801 geführte Flugzeug in Produktion. Im März 1917 wurde ein erstes Baulos von 16 WD 14 bestellt. Noch während der Auslieferung erging die Order, zehn davon zu Seefernaufklärern umzurüsten. Dies geschah unter anderem durch den Anbau eines Außentanks anstelle des Torpedos, dessen Kraftstoffvorrat von 840 kg die Flugzeit von sechs auf zwölf Stunden ansteigen ließ. Die Besatzung wurde von drei auf vier Mann erhöht und bestand nun aus zwei Flugzeugführern und zwei Beobachtern, die sich während des Einsatzes ablösen konnten. Auch die folgenden Baureihen wurden zum größten Teil als Aufklärer ausgeliefert, was unter anderem auch daran lag, dass seit der Ausweitung des Handelskriegs gegen Großbritannien im April 1917 der Verbrauch der von den U-Booten verschossenen Torpedos derart angestiegen war, dass der Vorrat an für die WD 14 geeigneten Torpedos im Januar 1918 praktisch aufgebraucht war. Das erste solchermaßen umgebaute Flugzeug mit der Marinenummer 1415 führte am 2. Oktober 1917 erfolgreich einen zehnstündigen Testflug über den ostfriesischen Inseln mit Start und Ziel Norderney durch. Die 1415 blieb in Norderney stationiert und führte noch eine Reihe von Erkundungsflügen durch, bis sie am 3. Februar 1918 von einem Einsatz nicht zurückkehrte. Die Besatzung unter Hans Vierow gilt seitdem als vermisst. Die als Torpedoträger konzipierte WD 14 erwies sich für den Einsatz als Aufklärer nur bedingt geeignet. So kam es im Zeitraum vom 18. Dezember 1917 bis 11. März 1918 zu vier weiteren Verlusten nach aufgrund von Motorproblemen durchgeführten Notlandungen, bei denen die Flugzeuge in der rauen Nordsee zerstört wurden. Aus diesem Grund wurden die Fernaufklärungsflüge eingestellt und die je acht auf den Seefliegerstationen Norderney und List noch vorhandenen WD 14 bis zum Ende des Krieges nur noch zur Sicherung von Überwassereinheiten und U-Booten in näher zur Küste befindlichen Bereichen verwandt.

## Aufbau
Die WD 14 war ein dreistieliger, verspannter Doppeldecker in Holzbauweise. Der Rumpf wies einen rechteckigen Querschnitt auf und bestand aus einem mit Draht ausgekreuzten Holzfachwerk mit Gurten und Spanten aus Spruce mit Sperrholzbeplankung. Er lief in einer senkrechten Schneide aus.
Im Bug befand sich vor der Pilotenkabine der mit einem Maschinengewehr auf Drehlafette ausgerüstete Beobachterstand. Die Tragflächen besaßen einen rechteckigen Umriss, wobei der Oberflügel einteilig und der am Rumpfuntergurt angeschlossene Unterflügel zweiteilig ausfiel und eine geringere Spannweite aufwies. Das Leitwerk bestand aus der trapezförmigen, auf der Rumpfoberseite aufliegenden, durch V-Streben am Rumpf abgestützten Höhenflosse mit unausgeglichenem, einteiligen Höhenruder und dem zweiteiligen Seitenleitwerk aus dreieckigen Scheiben an den Enden der Höhenflosse, mit Stahlrohrstreben am oberen Rumpf abgestützt. Seiten-, Höhen-, und Querruder wurden aus stoffbespannten Stahlrohrgerüsten gebildet. Die beiden hölzernen 8,50-m-Schwimmer besaßen einen rechteckigen Querschnitt sowie je zwei Stufen. Sie waren durch Streben aus Profilstahl mit dem Rumpf verbunden und mit Stahldraht verspannt.

## Bauserien

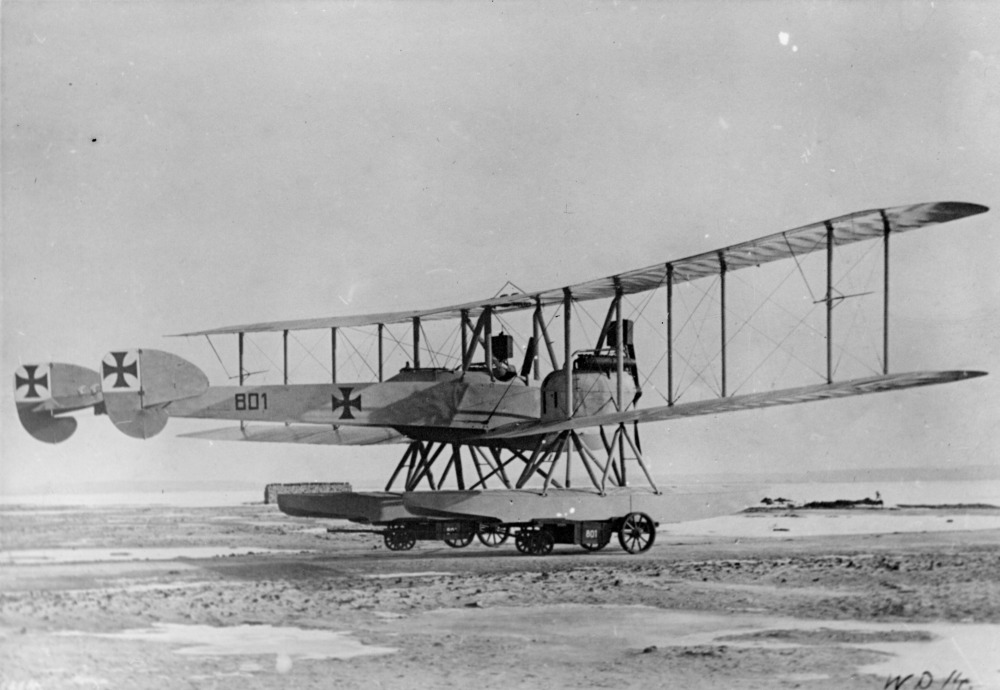
Der Prototyp WD 14a

| Marinenummer | Typ      | Stückzahl |
| ------------ | -------- | --------- |
| 801          | TMG      | 1         |
| 1415–1430    | G2MG/HFT | 16        |
| 1617–1628    | G2MG/HFT | 12        |
| 1651–1662    | T/G2MG   | 12        |
| 1946–1970    | G2MG     | 25        |
| gesamt       | gesamt   | 66        |

## Technische Daten
| Kenngröße             | Daten |
| --------------------- | --- |
| Besatzung             | 3 |
| Spannweite            | 25,00 m (geklappt 8,70 m)                                                                                        |
| Länge                 | 13,95 m |
| Höhe                  | 4,80 m |
| Flügelfläche          | 132,5 m² |
| Flächenbelastung      | 34,30 kg/m² |
| Leistungsbelastung    | 10,12 kg/PS |
| Leermasse             | 2634 kg |
| Zuladung              | 1912 kg |
| Startmasse            | 4546 kg |
| Antrieb               | zwei wassergekühlte Sechszylinder-Reihenmotoren Benz Bz IV                                                       |
| Nennleistung          | 200 PS (147 kW) bei 1400/min                                                                                     |
| Höchstgeschwindigkeit | 133 km/h in Bodennähe                                                                                            |
| Steigzeit             | 5,5 min auf 500 m Höhe 9 min auf 800 m Höhe 11 min auf 1000 m Höhe 18 min auf 1500 m Höhe 27 min auf 2000 m Höhe |
| Dienstgipfelhöhe      | 3000 m |
| Reichweite            | 800 km |
| Bewaffnung            | zwei bewegliche 7,9-mm-MG Parabellum mit je 500 Schuss ein 726-kg/45-cm-Torpedo                                  |